# Karl Blind
Karl Blind, född 4 september 1826 i Mannheim, död 21 maj 1907 i Hampstead, var en tysk revolutionsman och publicist, styvfar till Ferdinand Cohen-Blind och Mathilde Blind.
Blind var redan som student vid Ruprecht-Karls-Universität Heidelberg inblandad i oppositionella aktiviteter och häktades 1847, men frigavs efter några månader. År 1848 deltog han livligt i de revolutionära uppträden, för vilka hans fädernesland, Baden, var skådeplatsen. Han var med i den deputation, som i februari skulle förmå storhertigdömets andra kammare att gå det demokratiska partiets krav till mötes, och han ledde i september jämte Gustav Struve den andra republikanska revolutionen i Schwarzwald, kämpade förtvivlat vid stormningen av Staufen im Breisgau, men greps och i mars 1849 dömd till åtta års tukthus. När revolutionen kort därpå utbröt med förnyad styrka, befriades han av upprorsmännen, försökte med en i hast bildad frikår inta Rastatt och begav sig sedan till Karlsruhe, där han uppträdde som ivrig motståndare till den nya regeringens chef, Lorenz Brentano, vilken han anklagade för hemliga förbindelser med det fördrivna furstehuset. 
Tillsammans med Friedrich Jacob Schütz sändes Blind på diplomatiskt uppdrag till Paris för att åt revolutionsregeringarna i Baden och Pfalz utverka franska republikens officiella erkännande. Där invecklades han emellertid i Alexandre Auguste Ledru-Rollins resning till förmån för den romerska republiken, fängslades och hotades med utlämning till preussiska myndigheter, om han ej uppgav sina krav att behandlas som diplomatiskt ombud. Frigiven efter några månaders fängelse, utvisades han av Louis Napoléon, slog sig ned i Bryssel, men måste 1852 undan nya förföljelser söka asyl i England, där han sedermera vistades och utövade en livlig verksamhet som mytologisk och historisk skriftställare, publicist och demokratisk agitator.
Blind trädde i nära förbindelse med Giuseppe Garibaldi, Giuseppe Mazzini och andra revolutionsledare, verkade bland annat för Ungerns och Polens sak och utgav under fransk-tyska kriget 1870–71 en flygskrift till försvar för Tyskland. Han upprätthöll en livlig förbindelse med radikala organisationer i England, särskilt i utrikespolitiska angelägenheter.